# Tắc bóng
Trong bộ môn thể thao bóng đá, các kỹ năng đóng một vai trò rất quan trọng, và một trong số đó là tắc bóng. 

## Định nghĩa
Thuật ngữ tắc bóng có nguồn gốc từ tiếng  Anh, tên là “tackle”. Nếu từ này được dịch sát nghĩa thì có nghĩa là trượt sát vào chân của đối phương đang giữ bóng để chiếm quyền giành lại bóng. Trong phát âm, từ “tackle” với “tắc” trong Tiếng Việt có phần nào giống nhau. Vì vậy mà kỹ thuật chơi này được gọi với cái tiếng được Việt hóa là “tắc bóng”.

## Kỹ thuật thực hiện
Để thực hiện một pha tắc bóng thành công thì cầu thủ cần phải nắm rõ và luyện tập thường xuyên kỹ thuật này. Đầu tiên, cầu thủ sẽ tiếp cận đối phương, đồng thời tiếp cận với quả bóng và căn cứ vào tình hình để có một cú xoạc một hoặc hay gạt chân để lấy bóng từ chân đối thủ. Việc thực hiện kỹ thuật này đòi hỏi cầu thủ phải phối kết hợp với đồng đội để khi cướp được bóng sẽ tạo ra một lợi thế cho đội của mình. Trong thực tế, có rất nhiều những pha tắc bóng không thành công, chính vì vậy cầu thủ phải tiếp tục nhanh chóng di chuyển để đuổi theo đối phương làm rút ngắn khoảng cách để có cơ hội tiếp theo giành được quả bóng.

## Sử dụng
Hậu vệ và các tiền vệ phòng ngự sẽ là những người hay sử dụng kỹ thuật tắc bóng nhiều nhất để gạt bóng từ chân đối phương. Tuy nhiên, trong bóng đá hiện đại, các cầu thủ được yêu cầu thực hiện nhiều vai trò hơn. Vì thế, các cầu thủ tấn công (tiền vệ công, tiền đạo,...) cũng phải hỗ trợ phòng ngự nhiều hơn và đôi khi cũng sử dụng kỹ thuật này.
Những cầu thủ có tài tắc bóng nổi tiếng: Aaron Wan-Bissaka, Alessandro Nesta, Filipe Luis, Philipp Lahm,...

## Phạm lỗi
Tắc bóng là một động tác trượt người hay bay người xoạc chân giành bóng từ chân đối thủ nên rất nguy hiểm và dễ gây chấn thương cao cho cả cầu thủ thực hiện và đối phương. Vì vậy, luật bóng đá FIFA quy định phạt rất nghiêm khắc trong những pha tắc bóng gây nguy hiểm. Đối với những tình huống nhẹ thì sẽ phạt thẻ vàng. Tuy nhiên với những trường hợp gây chấn thương nghiêm trọng có thể cầu thủ sẽ bị phạt thẻ đỏ và bị đuổi khỏi sân ngay lập tức.